# Skalice (okres Hradec Králové)
Obec Skalice (německy  Großskalitz) se nachází v okrese Hradec Králové, kraj Královéhradecký. Žije zde 670 obyvatel.

## Části obce
- Skalice
- Číbuz
- Skalička

## Přírodní poměry
Obec leží přibližně 7 kilometrů od krajského města Hradec Králové. Leží v nadmořské výšce 242 m n. m. Vesnice se rozkládá po obou stranách Skalického potoka, který středem vesnice protéká a v Hradci Králové ústí do řeky Labe. Celková rozloha katastrálního území činí 8,3 km². V obci se nachází památný strom – Skalický dub u Smiřic.

## Historie
Nejstarší dochovaná zmínka o obci pochází z roku 1143. Název prošel několika změnami. Roku 1143 se obec nazývala Skalica, později Velká Skalice. Původně se jednalo o malou osadu, která se ve 13. století zvětšila díky přistěhovaným německým rolníkům, kteří se časem počeštili. Od 14. stol. se proto nazývala Německou Skalicí. Do roku 1498 se ve Skalici vystřídalo několik pánů, jako například Markvart z Vartenberka nebo Beneš z Choustníku. Od roku 1498 Skalice příslušela až do roku 1849 k panství smiřickému. Roku 1849 se Skalice stala svobodnou obcí a připojeny byly k ní jako osady Skalička a Číbuz, s nimiž měla pak společnou obecní správu. Koncem roku 1872 se Skalička a Číbuz odloučily od Skalice a staly se samostatnými obcemi.
Roku 1880 bylo ve Skalici 66 domů a 515 obyvatel. Roku 1885 byl založen sbor dobrovolných hasičů a byla postavena hasičská zbrojnice. Roku 1890 již bylo ve Skalici 73 domů a 529 obyvatel. V roce 1960 došlo k opětovnému sloučení Skalice a Číbuzi a od 1. ledna 1971 se Skalice sloučila se Skaličkou. Od tohoto roku tvoří tyto tři obce jednotný celek s jednotnou samosprávou. V roce 2004 vstoupila obec do Svazku obcí Mikroregionu Černilovsko.

## Historické památky

### Pamětní kámen
Na Dolních bahnech, při cestě vedoucí ze Skalice do Smiřic, stojí podlouhlý kámen. Jsou na něm vytesány dva kříže a pod nimi postavené ostřím proti sobě dvě širočiny a nápis, který nelze přečíst.

### Pomník a zvonička ve Skalici
Uprostřed části obce Skalice stojí kamenný kříž postavený roku 1869 rolníkem Josefem Havlasou. Na něm je zlatý nápis: „Dokonáno jest“. Vedle tohoto pomníku je na betonovém základě umístěna původní zvonička se železným zvonkem z r. 1918 o váze 40 kg. (Původní zvonek byl zrekvírován za 1. sv. války) Ten se dříve využíval k výstraze před požáry.